# Synodites lineiger
Synodites lineiger là một loài tò vò trong họ Ichneumonidae.